# Isabelle Desplantes
Isabelle Desplantes (* 2. Juli 1971 in Paris) ist eine französische Schauspielerin und Synchronsprecherin.

## Leben
Desplantes wirkt seit 2005 in Film- und Fernsehproduktionen mit. Ihren Durchbruch schaffte sie ab 2012 mit der Rolle der „Maman“ in der Serie Maman & Ich des französischen Disney-Channels, die im Jahr 2016 auch als Fernsehfilm California Dream inszeniert wurde. Sie ist verheiratet.

## Filmografie (Auswahl)

### Kino
- 2009: Maquinas infernales: Mady
- 2014: Les Insouciants: la voix off

### Fernsehen
- 2000: Mémoire Morte
- 2003–2005: Off zone
- 2005: Bonnes Fêtes
- 2009: Bob Ghetto: Christiane
- 2009: MSS, mission secrète et sportive: Jeanne Berth Fetuccini
- 2009: Strictement platonique
- 2012: Maman & Ich
- 2012–2017: Mère et Fille: Isabelle (la mère)
- 2013: Y’a pas d'âge (série): Madame Mimoule
- 2016: Maman & Ich: California Dream